# 11417 Chughtai
11417 Chughtai è un asteroide della fascia principale. Scoperto nel 1999, presenta un'orbita caratterizzata da un semiasse maggiore pari a 2,7584178 au e da un'eccentricità di 0,1010828, inclinata di 5,06506° rispetto all'eclittica.
L'asteroide è dedicato alla studentessa statunitense Asma Latif Chughtai.